# Vides i doctrines dels filòsofs més il·lustres
Vides i doctrines dels filòsofs més il·lustres (en grec antic: περὶ βίων, δογμάτων καὶ ἀποφθεγμάτων τῶν ἐν φιλοσοφία εὐδοκιμησάντων, 'sobre les vides, les doctrines i les sentències dels més il·lustres en la filosofia') és un tractat de biografies de filòsofs escrit per Diògenes Laerci al segle iii.
L'obra presenta una descripció de les vides dels filòsofs més importants i les seves sentències més memorables. Està dividida en deu llibres, cadascun dedicat a una escola: el primer, als set savis de Grècia; el segon, a Sòcrates, els seus predecessors i els seus contemporanis; el tercer, íntegrament a Plató; el quart, als acadèmics; el cinquè, a Aristòtil i els peripatètics; el sisè, als cínics; el setè, als estoics; el vuitè, als pitagòrics; el novè, als eleàtics, els atomistes i els pirronistes; i el desè, íntegrament a Epicur.
A finals del segle XV va ser traduïda al llatí per l'humanista italià Ambrosius Traversarius. En català, la col·lecció Bernat Metge en va emprendre la traducció, a càrrec de Sergi Grau i Guijarro; per ara, s'han publicat tres volums (2014, 2018 i 2022), que abracen els cinc primers llibres.
Michel de Montaigne va dir que lamentava que no haguessin existit una dotzena de Laercis en comptes de només un.